# Canal 12 Posadas
O Canal 12 (conhecida como identificação de LT 85 TV Canal 12) é uma emissora de televisão argentina instalada na cidade de Posadas, capital da Província de Misiones. A emissora é sintonizada no Canal 12 (daí o nome da emissora) com retransmissoras em toda a Província de Missiones, que alcançam países vizinhos de Paraguai e Brasil, afiliada à rede El Trece.
Entrou no ar em 18 de novembro de 1972, numa tarde calorosa iniciava as suas transmissões, quase seis anos mais tarde durante o Mundial de Futebol da Argentina em 1978 implantava as suas transmissões a cores. É operado pela empresa pública Multimedios S.A.P.E.M., na qual também gerencia a emissora de rádio Radio Provincia de Misiones.
Ele tem os seus estúdios principais localizadas no centro da cidade de Posadas e local de transmissão Santa Inés. Também tem repetidoras nas cidades de San Javier, Alba Posse, El Soberbio, Dos de Mayo, Eldorado, Bernardo de Irigoyen, San Antonio, Puerto Iguazú, Comandante Andresito, Cruce Caballero e Ituzaingó (Corrientes), que permitem que o sinal chegue em toda a província e parte do Brasil e Paraguai.
Pela sua tela passaram programações de diversas redes da capital argentina, em 2009 com a troca do comando acionário da emissora para os mãos do Banco Taqxi começaram a se fazer investimentos em programação e expansão de sinal.

## História

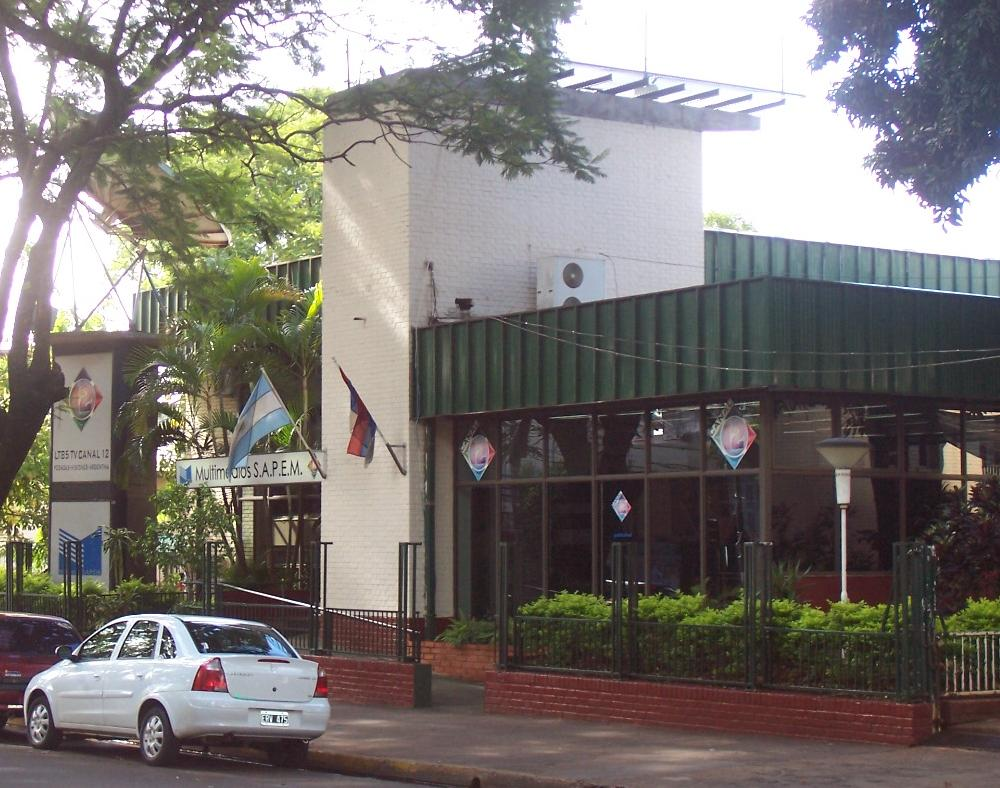
Estúdios centrais localizados no centro da cidade de Posadas.

A LT 85 Canal 12 fundado em 1972 com pioneirismo em música regional e nacional conseguindo seu espaço nesse mundo. O Canal 12 Passou por obstáculos nasceu como uma TV simples de uma província com programação e produção própria desde entrada do ar.
O Canal 12 começou suas transmissões em 18 de novembro de 1972, por meio do decreto nacional Nº 5.067/69 que permitia ao governo misionero instalar e por em funcionamento uma estação de televisão na capital provincial.
Em 1978, evoluía-se durante a Mundial de 1978 iniciando suas transmissões em Cores. Ao mesmo tempo, expandia as repetidoras nas cidades argentinas, chegando a cobrir leste e sudeste do Paraguai; sudoeste de Paraná, oeste de Santa Catarina e noroeste do Rio Grande do Sul.
No ano de 1992, o então governador de Misiones, Ramón Puerta (futuro presidente argentino por três dias, de 21 a 23 de dezembro de 2001) cria por meio de um decreto a Multimedios S.A.P.E.M., que assume o cargo do canal 12 e da rádio estatal da província.
Em 2000, o canal adquire uma moderna unidade de transmissão em externa, cujas primeiras imagens foram o desfile inaugural da Fiesta Nacional del Inmigrante, na cidade de Oberá. O canal vem transmitindo cada ano, as imagens desta importante festa, como também os espetáculos culturais de Semana Santa (Páscoa) na localidade de San Ignacio, a estudantina na costeira da cidade de Posadas, as férias de inverno em Puerto Iguazú e outras datas pátrias em diferentes lugares da província de Misiones.
Em julho de 2008 inaugura seus novos estúdios e equipamentos técnicos.

## Programação
Os 60% da programação constitui a produções locais, elaboradas por agências ou produtoras independentes ou pelo próprio canal. O canal também retransmite programas de El Trece de Buenos Aires.

### Agro e Produção
- Presencia misionera
- Más producción
- Mercosur y economías regionales
- Tecnología para ganar

### Interesse Geral
- Abrecaminos
- Desde las Gateras
- Revista 12
- Telehogar
- Peregrinos
- Recorriendo Alemania
- Nuestra Identidad
- La Red
- Cultura en movimiento TV
- El mirador
- Gente grande
- Por la Gente Todo
- SMS con Marito
- Derechos humanos
- Requete
- Calidoscopio
- Los ganadores
- El Desafío

### Notícias
- El Noticiero Edición Muy Temprano
- El Noticiero Edición Mediodia
- El Noticiero Edición Central
- Legislativas

## Repetidoras

### Misiones, Argentina
- Canal 12 (Posadas, Geradora)[2]
- Canal 13 (Cruce Caballero)[2]
- Canal 4 (Puerto Iguazú)[2]
- Canal 13 (Andresito)[2]
- Canal 6 (San Antonio)[2]
- Canal 7 (Bernardo de Irigoyen)[2]
- Canal 11 (El Dorado)[2]
- Canal 13 (Cruce Caballero)[2]
- Canal 9 (2 de Mayo)[2]
- Canal 4 (Jardín de América)[2]
- Canal 3 (El Soberbio)[2]
- Canal 5 (Alba Posse)[2]
- Canal 6 (San Javier)[2]
- Canal 9 (Concepción de la Sierra)[2]

### Brasil (invasão de sinal)
- Foz do Iguaçu (PR) Canal 4 (Puerto Iguazú)[3]
- São Miguel do Oeste (SC) Canais 12 (desconhecido) e 13 (Cruce Caballero)[4]
- Barracão (PR) / Dionísio Cerqueira (SC) Canal 7 (Bernardo de Irigoyen)

## Nota
- Este artigo foi inicialmente traduzido, total ou parcialmente, do artigo da Wikipédia em castelhano cujo título é «Canal 12 (Misiones)», especificamente desta versão.